# 추원길
추원길은 경상북도 경주시 황용동 산116-15에서 시작하여 황용동 15-1까지 연결하는 도로이다. 국도 제4호선의 경감로에서 분기된다.

## 노선 경로
|  | 경상북도 | 경주시 | 보덕동 |

## 주요 건물 및 시설
- 산마루펜션:경상북도 경주시 추원길 62-2
- 훈&범펜션:경상북도 경주시 추원길 58-10
- 모차골회관:경상북도 경주시 추원길 90
- 추원사:경상북도 경주시 추원길 98-22
- 자연향기펜션:경상북도 경주시 추원길 232-3

## 같이 보기
- 경감로